# Campeonato da NACAC de Atletismo Sub-23 de 2006
A 4ª edição do Campeonato da NACAC de Atletismo Sub-23 foi um campeonato de atletismo organizado pela NACAC no Estadio Olímpico Félix Sánchez, na cidade de Santo Domingo, na República Dominicana, entre 7 a 9 de julho de 2006. O campeonato contou com a participação de 373 atletas de 32 nacionalidades distribuídos em 44 provas, com destaque para os Estados Unidos com 60 medalhas no total, sendo 28 de ouro. 

## Medalhistas
Resultados completos foram publicados. 

### Masculino
| Evento                      | Ouro                                                                       | Ouro     | Prata                                                                           | Prata    | Bronze                                                                                      | Bronze   |
| --------------------------- | -------------------------------------------------------------------------- | -------- | ------------------------------------------------------------------------------- | -------- | ------------------------------------------------------------------------------------------- | -------- |
| 100 metros                  | Derrick Atkins (BAH)                                                       | 10.15    | Carlos Moore (USA)                                                              | 10.23    | Chris Hargrett (USA)                                                                        | 10.26    |
| 200 metros                  | Otis McDaniel (USA)                                                        | 20.61    | Derrick Atkins (BAH)                                                            | 20.69    | Jared Connaughton (CAN)                                                                     | 21.14    |
| 400 metros                  | Ricardo Chambers (JAM)                                                     | 45.09    | Lionel Larry (USA)                                                              | 45.38    | William Collazo (CUB)                                                                       | 45.72    |
| 800 metros                  | Duane Solomon (USA)                                                        | 1:48.96  | Adam Currie (CAN)                                                               | 1:49.22  | Geoff Martinson (CAN)                                                                       | 1:50.11  |
| 1 500 metros                | Maury Castillo (CUB)                                                       | 3:47.52  | Leonel Manzano (USA)                                                            | 3:47.64  | Raúl Neyra (CUB)                                                                            | 3:48.10  |
| 5 000 metros                | Aaron Aguayo (USA)                                                         | 14:54.55 | Giliat Ghebray (USA)                                                            | 14:55.52 | Mark Steeds (CAN)                                                                           | 15:02.68 |
| 10 000 metros               | John Moore (USA)                                                           | 30:16.03 | Jonathan Castañeda (MEX)                                                        | 30:37.08 | Joseph Campanelli (CAN)                                                                     | 31:04.62 |
| 20 km marcha atlética       | Salvador Mira (ESA)                                                        | 1:31:42  | Alejandro Rojas (MEX)                                                           | 1:32:01  | Juan Guerrero (MEX)                                                                         | 1:33:27  |
| 110 metros barreiras        | Dominic Berger (USA)                                                       | 13.78 =  | Jason Richardson (USA)                                                          | 13.87    | Adalberto Amador (PUR)                                                                      | 14.37    |
| 400 metros barreiras        | Kenneth Ferguson (USA)                                                     | 48.80    | Ruben McCoy (USA)                                                               | 49.56    | Isa Phillips (JAM)                                                                          | 49.80    |
| 3.000 metros com obstáculos | José Alberto Sánchez (CUB)                                                 | 9:06.42  | Corey Nowitzke (USA)                                                            | 9:08.63  | Ryan Warrenberg (USA)                                                                       | 9:11.36  |
| 4×100 metros estafetas      | Estados Unidos · Garry Jones · Greg Bolden · Chris Hargrett · Carlos Moore | 39.38    | Bahamas · Adrian Griffith · Ravanno Ferguson · Derek Carey · Derrick Atkins     | 39.74    | Trinidad e Tobago · Rondel Sorrillo · Marcus Duncan · Richard Thompson · Emmanuel Callender | 39.98    |
| 4×400 metros estafetas      | Jamaica · Huntley Thomas · Leford Green · Bryan Steele · Ricardo Chambers  | 3:03.86  | Estados Unidos · Reggie Dardar · Kenneth Ferguson · Carey Lacour · Lionel Larry | 3:05.10  | Bahamas · Jamal Moss · Michael Mathieu · Oscar Greene · Andretti Bain                       | 3:06.95  |
| Salto em altura             | Keith Moffatt (USA)                                                        | 2.27m    | Donald Thomas (BAH)                                                             | 2.21m    | Michael Mason (CAN)                                                                         | 2.19m    |
| Salto com vara              | Brad Gebauer (USA)                                                         | 5.51m    | Lázaro Borges (CUB)                                                             | 5.25m    | Jimmie Heath (USA)                                                                          | 5.05m    |
| Salto em comprimento        | Wilfredo Martínez (CUB)                                                    | 8.03m    | Carlos Jorge (DOM)                                                              | 7.96m    | Tyrone Smith (BER)                                                                          | 7.90m    |
| Salto triplo                | Osniel Tosca (CUB)                                                         | 17.01m   | Wilbert Walker (JAM)                                                            | 16.18m   | Mike Whitehead (USA)                                                                        | 15.85m   |
| Arremesso de peso           | Garrett Johnson (USA)                                                      | 20.64m   | Russell Winger (USA)                                                            | 19.35m   | Reynaldo Proenza (CUB)                                                                      | 18.41m   |
| Lançamento de disco         | Adam Kuehl (USA)                                                           | 59.04m   | Rashaud Scott (USA)                                                             | 53.36m   | Adonson Shallow (VIN)                                                                       | 50.19m   |
| Lançamento do martelo       | Nick Owens (USA)                                                           | 67.87m   | Jake Dunkleberger (USA)                                                         | 66.91m   | Roberto Durruty (CUB)                                                                       | 66.28m   |
| Lançamento do dardo         | Eric Brown (USA)                                                           | 68.79m   | Andrew Vogelsberg (USA)                                                         | 66.69m   | Roberto Blanco (MEX)                                                                        | 64.57m   |
| Decatlo                     | Chris Richardson (USA)                                                     | 7243 pts | Brandon Hoskins (USA)                                                           | 7086 pts | Marcos Sánchez (PUR)                                                                        | 6756 pts |

### Feminino
| Evento                      | Ouro                                                                              | Ouro     | Prata                                                                               | Prata    | Bronze                                                                            | Bronze   |
| --------------------------- | --------------------------------------------------------------------------------- | -------- | ----------------------------------------------------------------------------------- | -------- | --------------------------------------------------------------------------------- | -------- |
| 100 metros                  | Cleo Tyson (USA)                                                                  | 11.25    | Shalonda Solomon (USA)                                                              | 11.30    | Carol Rodríguez (PUR)                                                             | 11.40    |
| 200 metros                  | Shalonda Solomon (USA)                                                            | 22.90    | Antonette Carter (USA)                                                              | 23.05    | Carol Rodríguez (PUR)                                                             | 23.27    |
| 400 metros                  | Shana Cox (USA)                                                                   | 51.15    | Natasha Hastings (USA)                                                              | 52.11    | Clora Williams (JAM)                                                              | 52.40    |
| 800 metros                  | Alysia Johnson (USA)                                                              | 2:03.87  | Gabriela Medina (MEX)                                                               | 2:05.02  | Yuneysi Santiusty (CUB)                                                           | 2:05.13  |
| 1 500 metros                | Shannon Rowbury (USA)                                                             | 4:20.57  | Yuneysi Santiusty (CUB)                                                             | 4:21.94  | Jacqueline Malette (CAN)                                                          | 4:24.33  |
| 5 000 metros                | Yanisleidis Castillo (CUB)                                                        | 16:22.39 | Desiraye Osburn (USA)                                                               | 16:22.61 | Jacqueline Malette (CAN)                                                          | 16:45.49 |
| 10 000 metros               | Stephanie Rothstein (USA)                                                         | 37:57.94 | Shannon Elmer (CAN)                                                                 | 38:42.87 | Erika Méndez (PUR)                                                                | 39:21.60 |
| 10 km marcha atlética       | Verónica Colindres (ESA)                                                          | 50:29    | Leisy Rodríguez (CUB)                                                               | 50:51    | Tatiana González (MEX)                                                            | 51:06    |
| 100 metros barreiras        | Dawn Harper (USA)                                                                 | 13.06    | Josanne Lucas (TRI)                                                                 | 13.26    | Ashley Lodree (USA)                                                               | 13.31    |
| 400 metros barreiras        | Josanne Lucas (TRI)                                                               | 55.99    | Nickiesha Wilson (JAM)                                                              | 56.77    | Erin Crawford (USA)                                                               | 58.70    |
| 3.000 metros com obstáculos | Anna Willard (USA)                                                                | 10:23.23 | Cassie King (USA)                                                                   | 10:36.97 | Bevin Kennelly (CAN)                                                              | 10:43.74 |
| 4×100 metros estafetas      | Estados Unidos · Brooklin Morris · Cleo Tyson · Shareese Woods · Shalonda Solomon | 43.53    | Porto Rico · Éricka Navas · Celiangeli Morales · Jennifer Gutiérrez · Érika Rivera  | 46.60    |                                                                                   |          |
| 4×400 metros estafetas      | Estados Unidos · Ashlee Kidd · Natasha Hastings · Deonna Lawrence · Shana Cox     | 3:29.05  | México · Ana Martha Coutiño · Nallely Vela · Irma Gladys Durán · Gabriela E. Medina | 3:41.66  | Trinidad e Tobago · Kerry Barrow · Josanne Lucas · Abigail David · Janelle Clarke | 3:44.23  |
| Salto em altura             | Levern Spencer (LCA)                                                              | 1.81m    | Fabiola Ayala (MEX)                                                                 | 1.78m    | Natalie Sako (USA)                                                                | 1.78m    |
| Salto com vara              | Marjorie Sánchez (CUB)                                                            | 4.20m    | Jodi Unger (USA)                                                                    | 3.90m    | Adrianne Vangool (CAN)                                                            | 3.80m    |
| Salto em comprimento        | Yudelkis Fernández (CUB)                                                          | 6.60m    | Kierra Foster (USA)                                                                 | 6.48m    | Brenda Faluade (USA)                                                              | 6.43m    |
| Salto triplo                | Yarianna Martínez (CUB)                                                           | 14.28m   | Erica McLain (USA)                                                                  | 13.92m   | Tabia Charles (CAN)                                                               | 13.62m   |
| Arremesso de peso           | Amarachi Ukabam (USA)                                                             | 16.82m   | Michelle Carter (USA)                                                               | 16.74m   | Sultana Frizell (CAN)                                                             | 15.18m   |
| Lançamento de disco         | Amarachi Ukabam (USA)                                                             | 53.45m   | Novelle Murray (CAN)                                                                | 51.26m   | Kate Hutchinson (USA)                                                             | 47.40m   |
| Lançamento do martelo       | Brittany Riley (USA)                                                              | 66.30m   | Arasay Tondike (CUB)                                                                | 66.28m   | Britney Henry (USA)                                                               | 65.41m   |
| Lançamento do dardo         | Dana Pounds (USA)                                                                 | 55.24m   | Krista Woodward (CAN)                                                               | 50.63m   | Dayami Delgado (CUB)                                                              | 50.17m   |
| Heptatlo                    | Gretchen Quintana (CUB)                                                           | 5810 pts | Juana Castillo (DOM)                                                                | 5766 pts | Yasmiani Pedroso (CUB)                                                            | 5570 pts |

## Quadro de medalhas
| Ordem | País                     | Medalha de ouro | Medalha de prata | Medalha de bronze | Total |
| ----- | ------------------------ | --------------- | ---------------- | ----------------- | ----- |
| 1     | Estados Unidos           | 28              | 22               | 10                | 60    |
| 2     | Cuba                     | 9               | 4                | 7                 | 20    |
| 3     | Jamaica                  | 2               | 2                | 2                 | 6     |
| 4     | El Salvador              | 2               | 0                | 0                 | 2     |
| 5     | Bahamas                  | 1               | 3                | 1                 | 5     |
| 6     | Santa Lúcia              | 1               | 0                | 0                 | 1     |
| 7     | México                   | 0               | 5                | 3                 | 8     |
| 8     | Canadá                   | 0               | 4                | 11                | 15    |
| 9     | República Dominicana     | 0               | 2                | 0                 | 2     |
| 10    | Porto Rico               | 0               | 1                | 5                 | 6     |
| 11    | Bermudas                 | 0               | 0                | 1                 | 1     |
| 11    | São Vicente e Granadinas | 0               | 0                | 1                 | 1     |
| Total | Total                    | 43              | 43               | 41                | 127   |

## Participação
373 atletas de 32 nacionalidades membros da NACAC participaram do evento. 
| - Anguila (2) - Antígua e Barbuda (3) - Aruba (1) - Bahamas (10) - Barbados (8) - Belize (3) - Bermudas (2) - Ilhas Virgens Britânicas (2) | - Canadá (41) - Ilhas Caimã (5) - Costa Rica (5) - Cuba (25) - Dominica (1) - República Dominicana (58) - El Salvador (5) - Granada (2) | - Guatemala (7) - Haiti (2) - Honduras (2) - Jamaica (14) - México (31) - Monserrate (1) - Antilhas Holandesas (3) - Nicarágua (2) | - Porto Rico (27) - São Cristóvão e Neves (4) - Santa Lúcia (2) - São Vicente e Granadinas (5) - Trinidad e Tobago (15) - Turcas e Caicos (3) - Estados Unidos (80) - Ilhas Virgens Americanas (2) |

Legenda
| Recorde mundial       | Recorde mundial (World record)               |                       | Recorde africano                      | Recorde africano (African) |                                           | Q | Classificado por posição (Qualified) |
| Recorde do campeonato | Recorde do campeonato (Championship record)  | Recorde da América    | Recorde da América (Americas)         | q                          | Classificado por melhor tempo (Qualified) |   |                                      |
| Melhor marca do ano   | Melhor marca do ano (World leading)          | Recorde asiático      | Recorde asiático (Asian)              | DNS                        | Não largou (Did not start)                |   |                                      |
| Recorde nacional      | Recorde nacional (National record)           | Recorde europeu       | Recorde europeu (European)            | DNF                        | Não terminou (Did not finish)             |   |                                      |
| Recorde pessoal       | Recorde pessoal do atleta (Personal best)    | Recorde da Oceania    | Recorde da Oceania (Oceania)          | DSQ / DQ                   | Desclassificado (Disqualified)            |   |                                      |
| Recorde da temporada  | Recorde da temporada do atleta (Season best) | Recorde sul-americano | Recorde sul-americano (South America) | NM                         | Sem marca (No mark)                       |   |                                      |